# Орчардсон, Уильям Куиллер
Сэр Уильям Куиллер Орчардсон (27 марта 1832[…], Эдинбург — 13 апреля 1910[…], Лондон) — шотландский портретист и художник, писавший на бытовые и исторические темы.

## Биография
Родился в Эдинбурге 27 марта 1832 года. Был единственным сыном Абрама Орчардсона и его жены Элизабет Куиллер, которая была австрийского происхождения.
Учился в Эдинбурге в Академии попечителей (как тогда называлась художественная школа) с 1845 по 1857 год под руководством Роберта Скотта Лаудера, где он подружился с другими студентами. Он начал создавать иллюстрации для журнала «Good Words» и других литературных периодических изданий. Уже в 1848 году начал успешно выставлялся в Королевской шотландской академии. В 1862 году он переехал в Лондон, где он жил в одном доме с Джоном Петти. Писал исторические картины, портреты и жанровые сцены, вдохновлённый жизнью английского общества, шекспировскими сюжетами («Наполеон на борту Беллерофона», 1880, Лондон, галерея Тейт; «Первый танец», 1884, Тейт; «Голос его матери», 1888, Тейт). С 1863 года выставлялся в Королевской академии художеств.
В 1870 году он надолго отправился в Венецию, где создал множество картин, среди которых: «Девушка с рынка в Лидо» (1870), «Труженики моря» (1870), «На Большом канале» (1871), «Венецианский продавец фруктов» (1874). Его стиль становится немного более реалистичным, хотя в его картинах всё ещё чувствуется дух романтизма.
С художественным взрослением его стиль становится более элегантным, более архитектурным в использовании пустых пространств, более тёплым и живым в используемых цветовых тонах.
8 апреля 1873 года он женился на Эллен Моксон, с которой у него было шестеро детей.
В 1877 году он стал членом Королевской академии художеств (A.R.A.), а в 1907 году был посвящён в рыцари.
Уильям Куиллер Орчардсон увлекался теннисом, гольфом, охотой, рыбалкой.

## Галерея

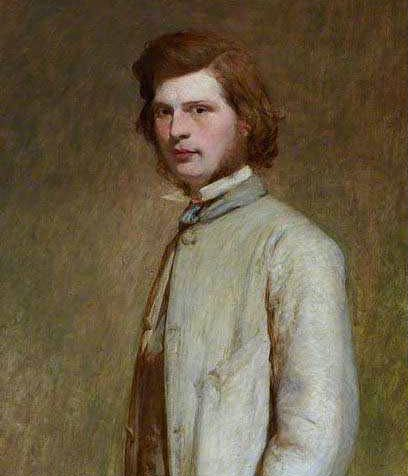
Портрет скульптора Джона Хатчинсона (1850-1855)
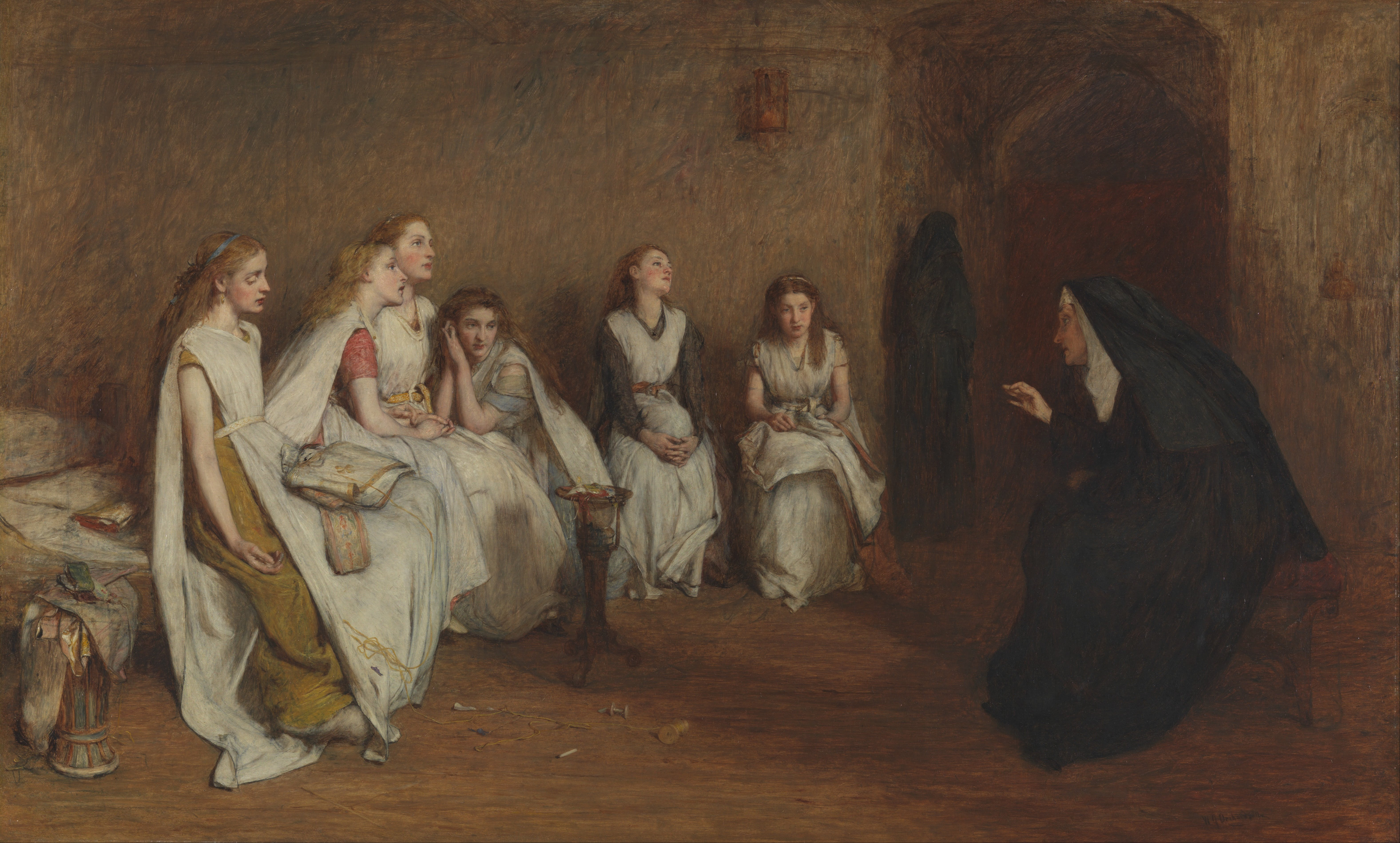
История жизни (1866)
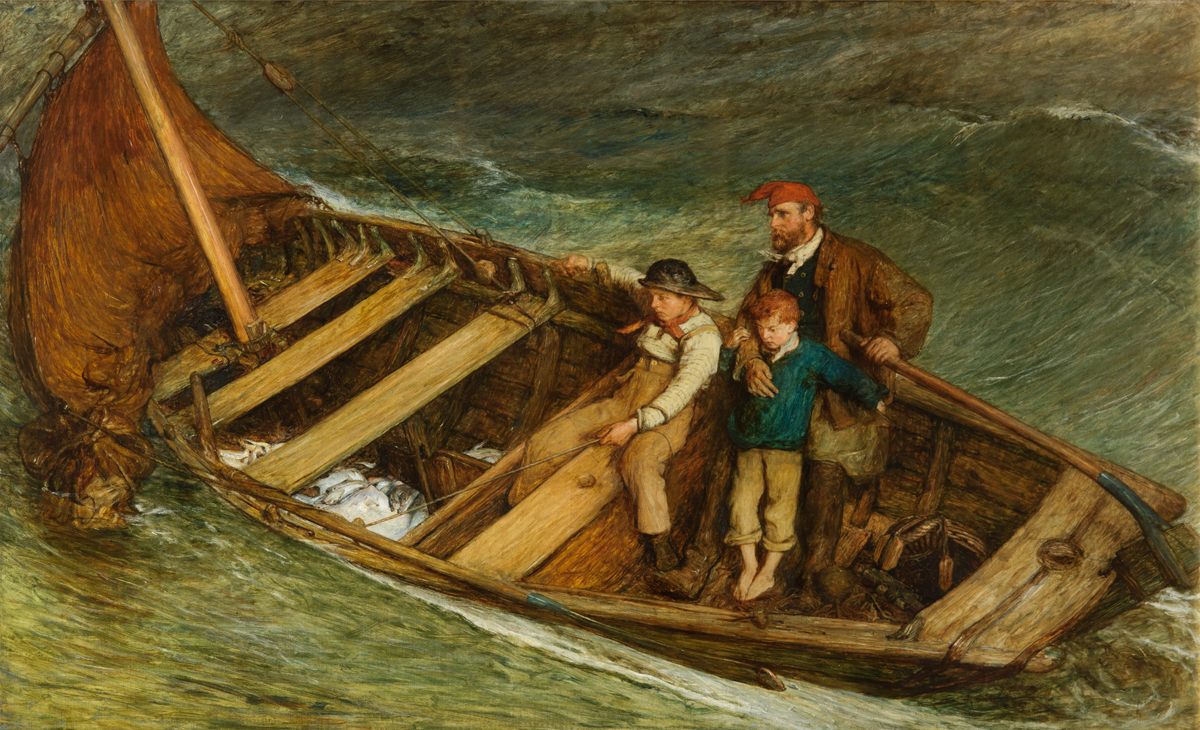
Труженики моря (1870)
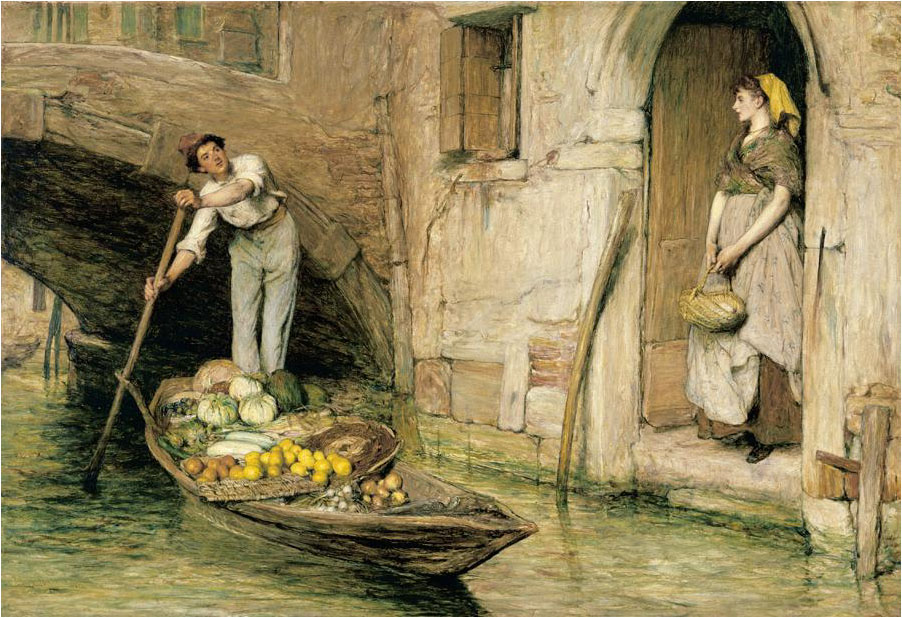
Венецианский продавец фруктов (1874)
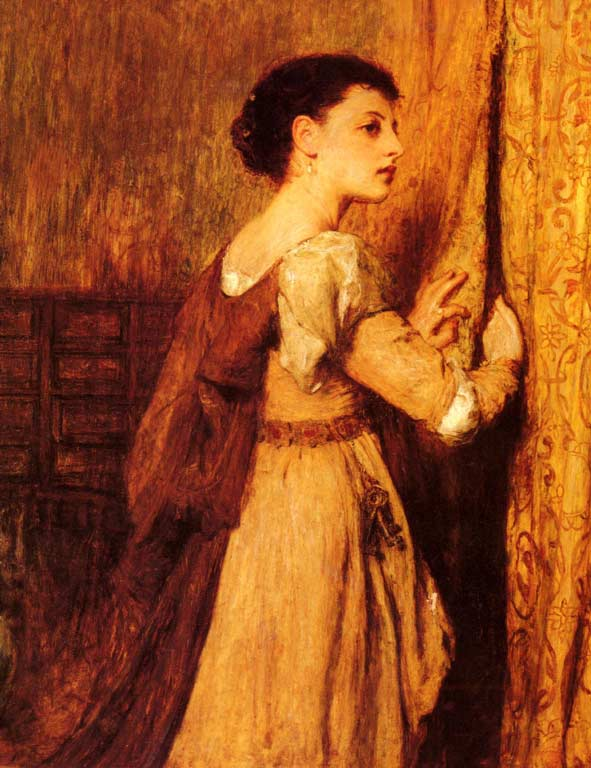
Джессика (1877)
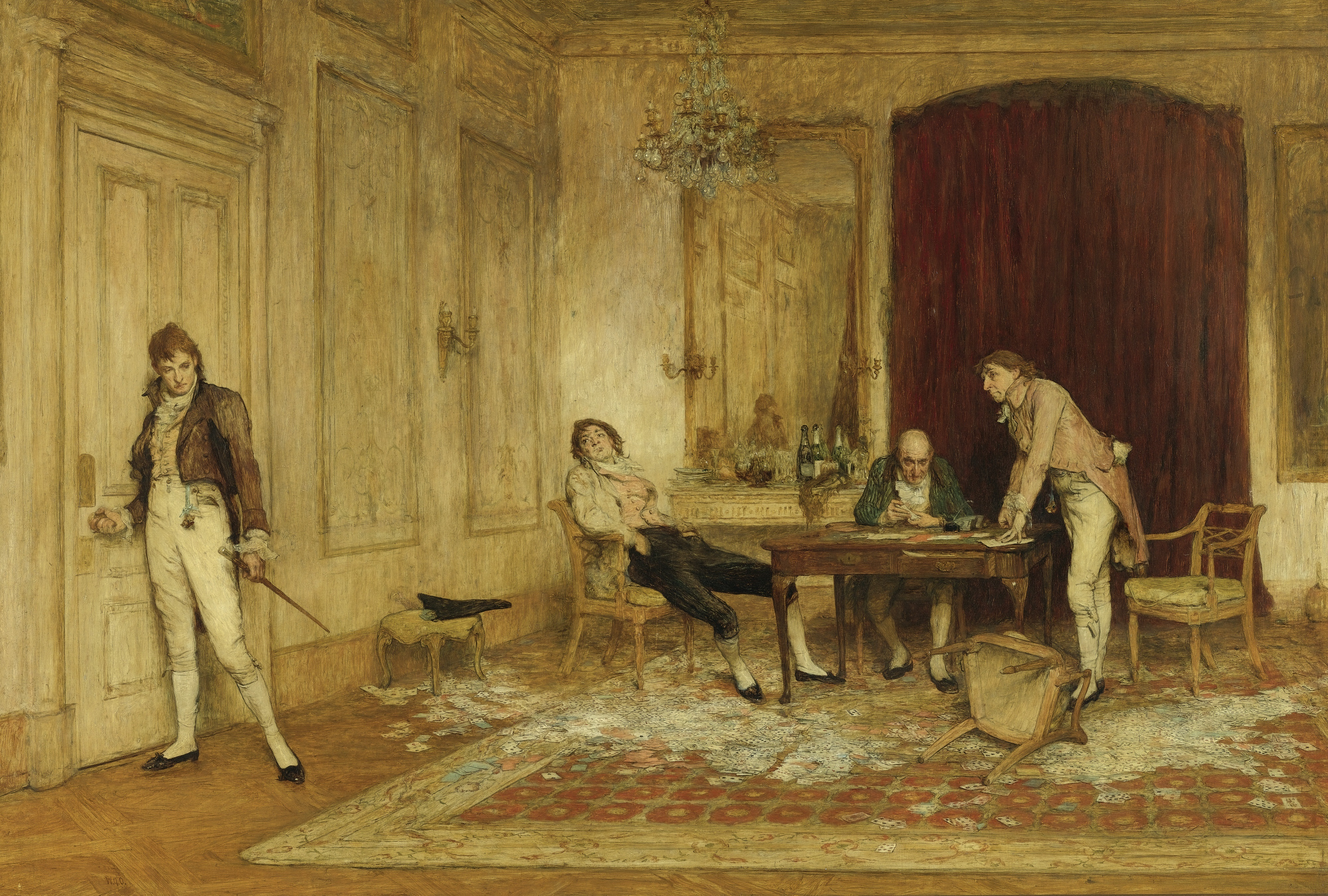
Тяжёлый удар (1879)
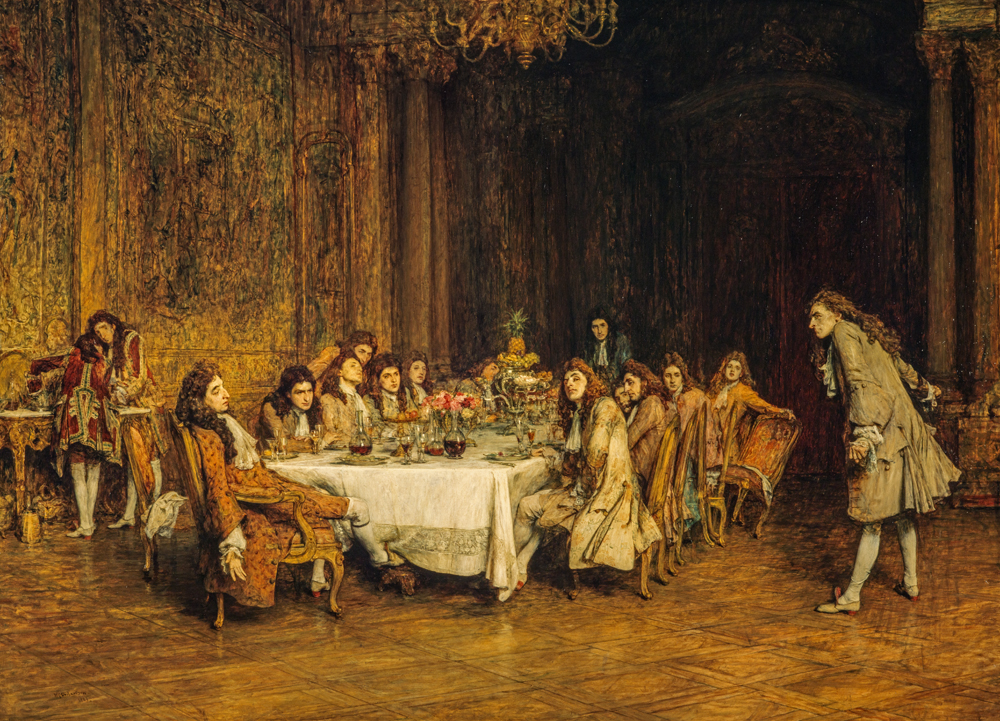
Вольтер (1883)
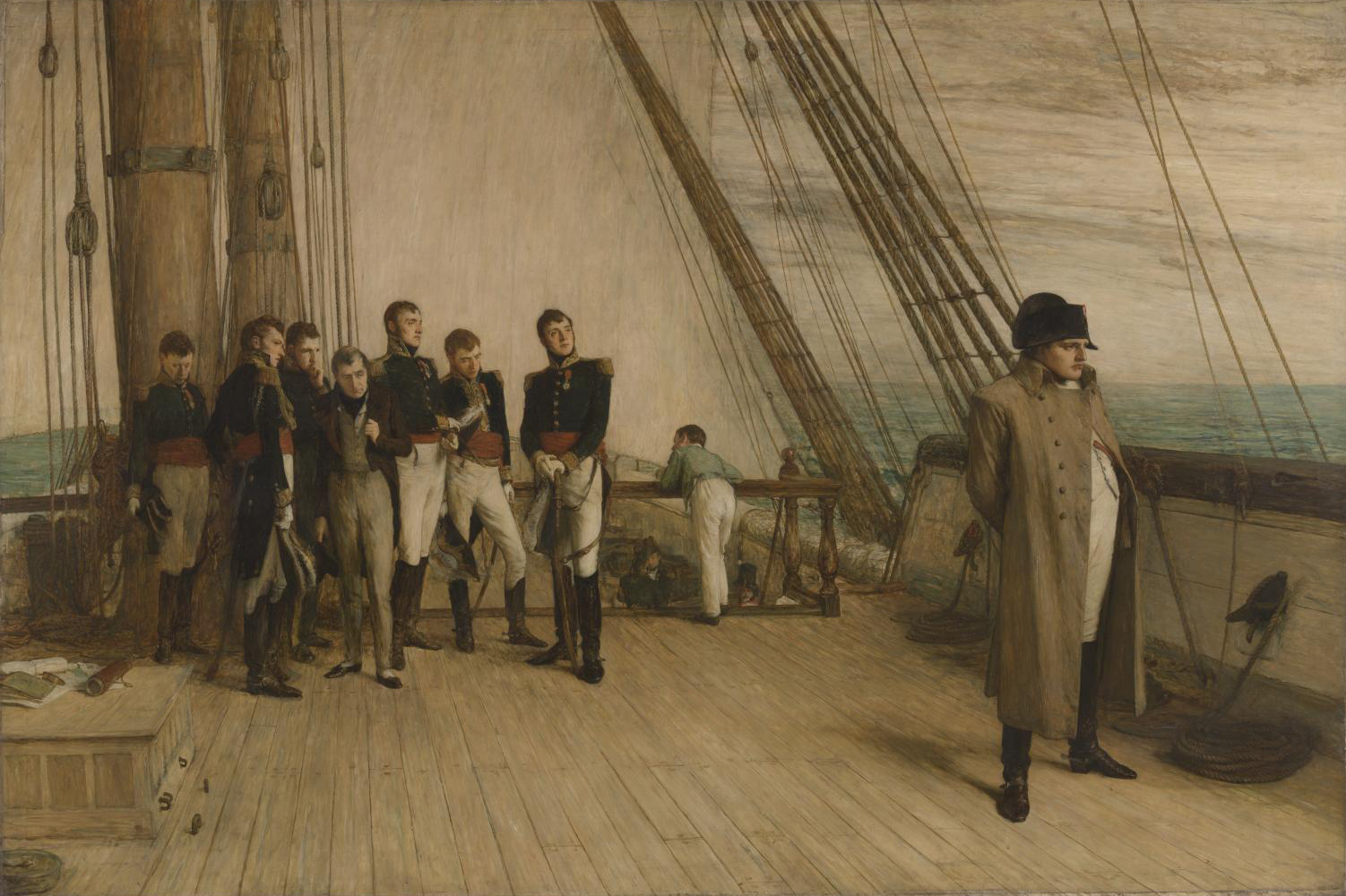
Наполеон на борту «Беллерофона» (1880)
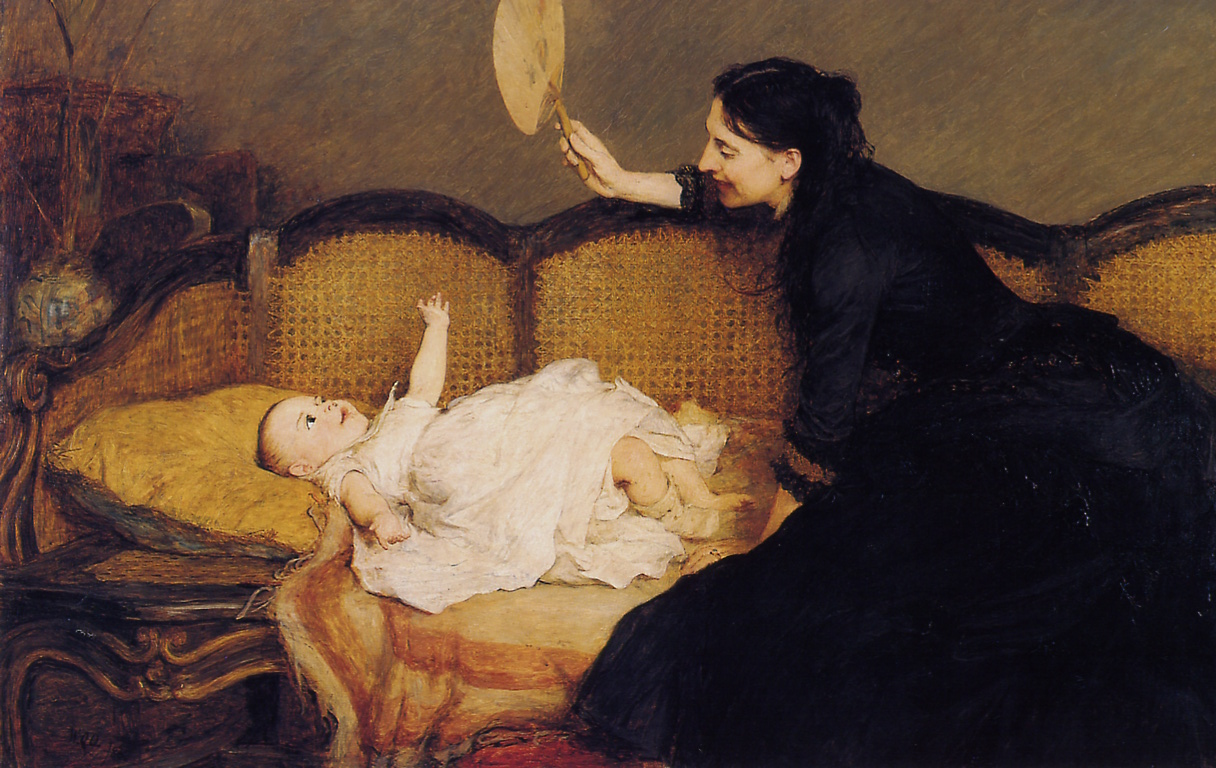
Ребёнок хозяина (1886)
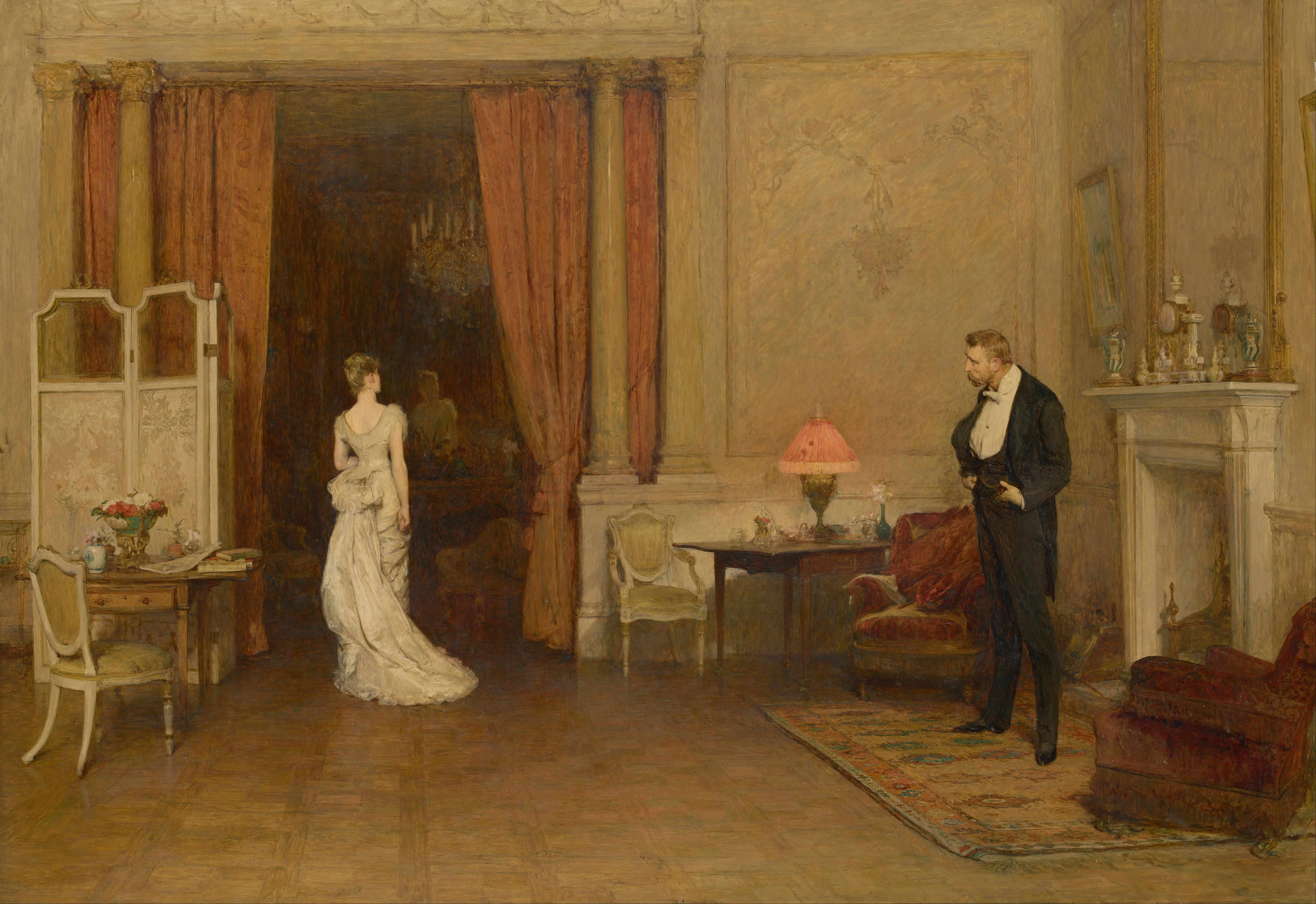
Первое облачко (1887)
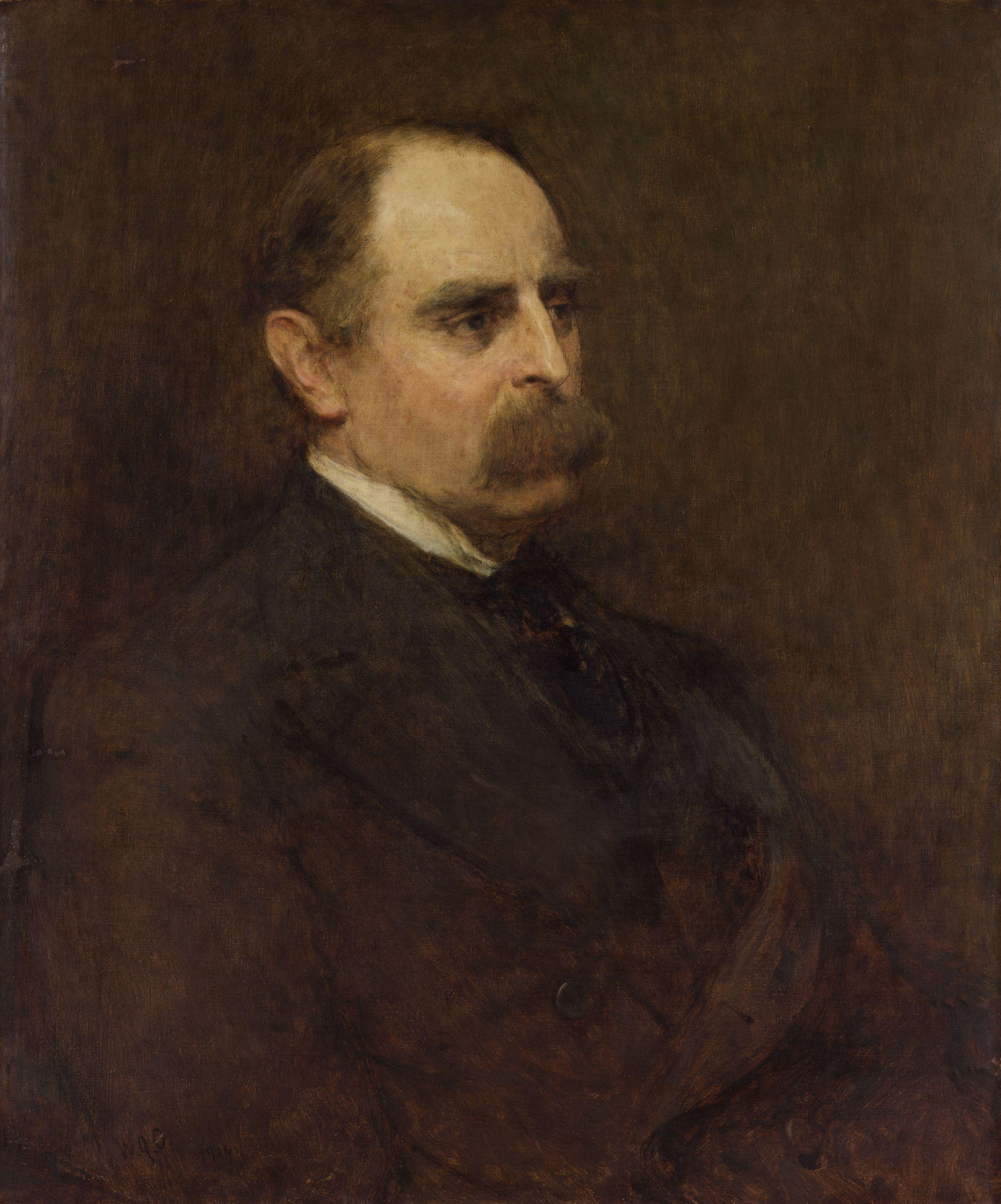
Сэр Френсис Эдвард Янгхазбанд
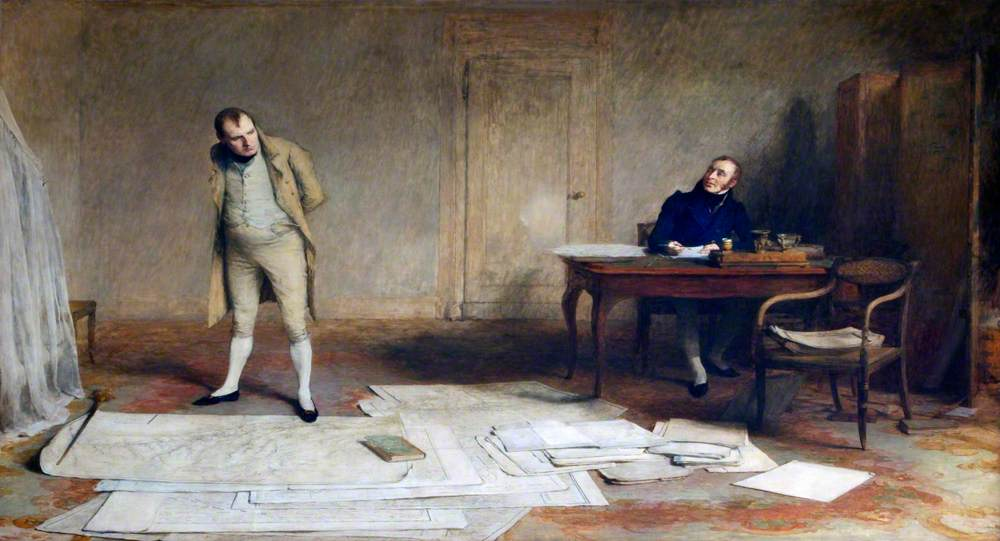
Остров Святой Елены 1816: Наполеон диктует мемуары Лас Казу (1892)
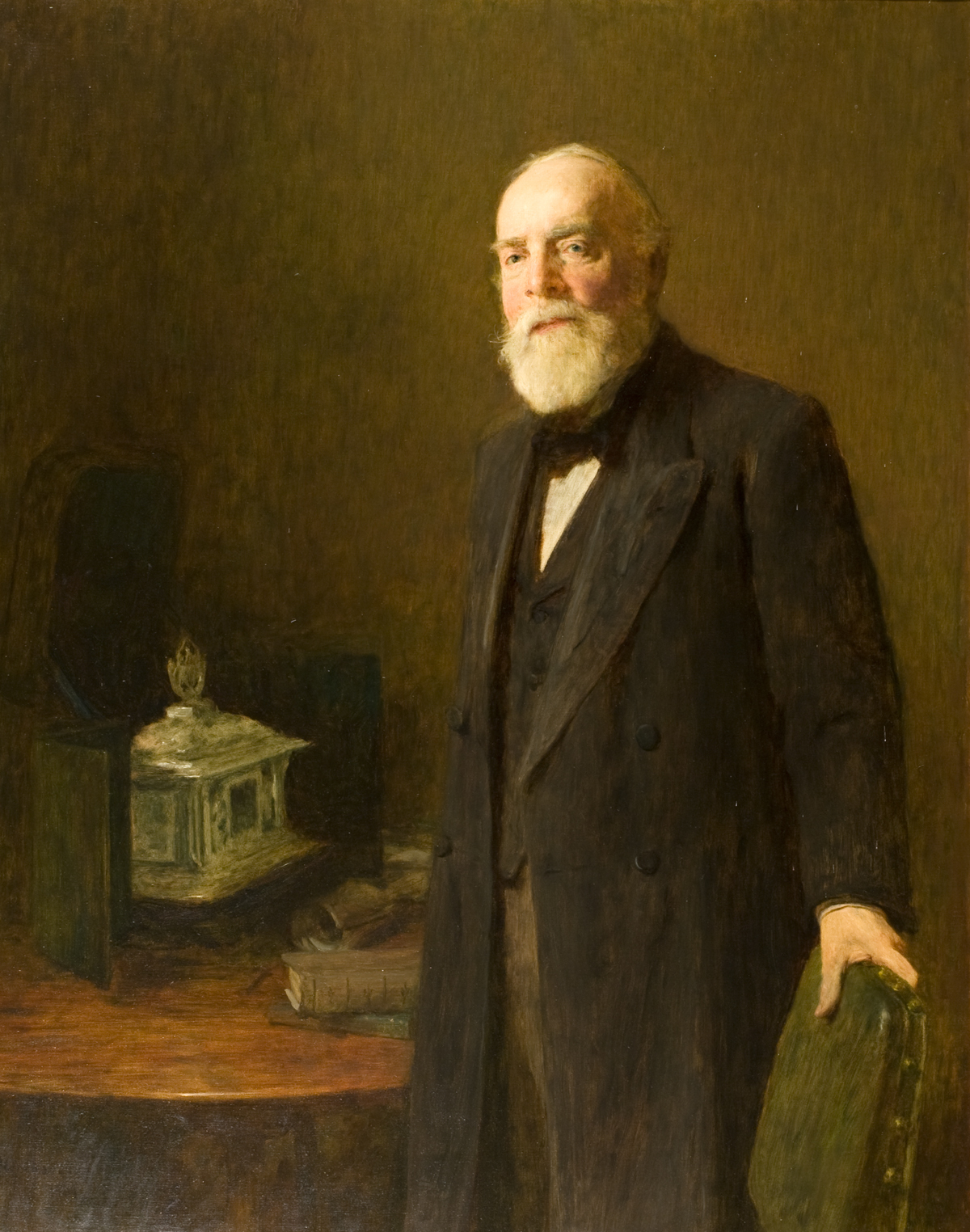
Сэр Джон Ленг (1901)
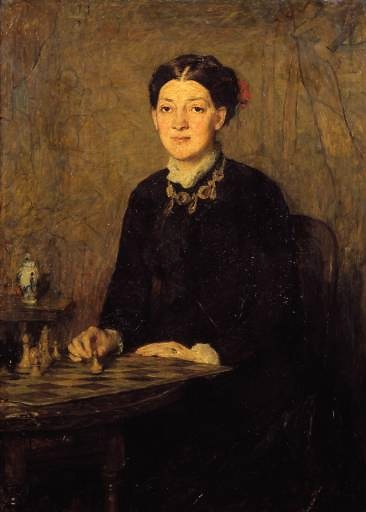
Миссис Чарльз Моксон